# Bobbi Jene Smith
Bobbi Jene Smith, née le 7 novembre 1983 à Centerville (Iowa), est une danseuse et chorégraphe américaine de danse contemporaine.

## Biographie

### Carrière de danseur et chorégraphe
Après des études d'arts à l'École canadienne du Ballet royal de Winnipeg, à l'École d'arts de Caroline du Nord et à la Juilliard School à New York, Bobbi Jene Smith commence sa carrière de danseuse en 2005 au sein de la Batsheva Dance Company fondée en 1964 à Tel-Aviv, sous la direction artistique du chorégraphe renommé Ohad Naharin. À 30 ans en 2014, elle se décide à quitter la célèbre compagnie où elle évolue depuis près de dix ans, pour tenter sa chance en solo aux États-Unis. Sa première chorégraphie s'intitule A Study on Effort, créée en 2014. Une nouvelle version de ce solo a été créée en 2016 en collaboration avec le violoniste Keir GoGwilt. La même année elle crée le duo Harrowing.
Elle enseigne la technique de danse Gaga développée par Ohad Naharin dans les universités comme au San Francisco Conservatory of Dance. Par ailleurs, elle a été chorégraphe du long métrage Annihilation.
Dans son documentaire de 2017 Bobbi Jene, la réalisatrice danoise Elvira Lind a filmé la période charnière de la vie de la danseuse lorsqu'elle décide de quitter la Batsheva Dance Company afin de s'émanciper et de revenir créer ses propres chorégraphies dans son pays natal. Le film présente la lutte de la jeune femme pour acquérir son indépendance en tant qu'artiste mais aussi les conséquences de son ambition vis-à-vis de sa vie sentimentale et les dilemmes auxquels elle doit faire face, en couple avec Or Schraiber, danseur lui aussi.

## Filmographie
- 2012 : Yossi : Rachelle (créditée Bobbi Jean Smith)
- 2017 : Bobbi Jene de Elvira Lind : elle-même
- 2018 : Annihilation : chorégraphe

## Chorégraphies
- 2012 : Arrowed
- 2014 : A Study on Effort
- 2016 : Harrowing